# AwakEVE TOUR '09
『AwakEVE TOUR '09』（アウェイクイヴ ツアー にせんきゅう）は、UVERworldの4枚目のライブDVD。2009年9月30日にgr8!recordsから発売された。

## 概要
2009年2月27日から5月7日（追加公演含む）にかけ行われた"UVERworld AwakEVE Tour09"公演における、4月5日の国立代々木競技場 <第一体育館>および、5月4日のYOKOHAMA BLITZ（追加公演）でのライブ映像を収録している。
1枚のDVDに2公演分が収録されており、メニュー画面にていずれかの公演内容を選択し視聴する。2公演合わせ計26曲を収録。UVERworldの既発ライブDVDにおいて、過去最多の収録曲数となった。
代々木第一体育館は4月4日・5日の2公演で、5日の模様は音楽ライブ番組『スーパーライブ』（NHKBS2）にて一部を放送。同番組で披露された「CHANCE!」「just Melody」は、本作未収録となった。また一部、MCも省略されている。
本作に収められた「ゼロの答」（2ndアルバム『BUGRIGHT』収録）はライブ映像初収録となる（『BUGRIGHT』発売に伴う全国ツアー"UVERworld BUGRIGHT TOUR 2007"が諸事情によりDVD化されていないため）。
キャッチコピーは、『俺たちが、何かを変えよう』

## 収録内容
DVD
09.04.05 国立代々木競技場第一体育館
全作詞：TAKUYA∞, 編曲：UVERworld、平出悟
1. Opening
  - 作曲：UVERworld

表記は「Opening」だが、1stアルバム『Timeless』収録の「SE」である。
2. 99/100騙しの哲
  - 作曲：TAKUYA∞

4thアルバム『AwakEVE』収録曲。
3. 儚くも永久のカナシ
  - 作曲：TAKUYA∞、克哉

12thシングル。4thアルバム『AwakEVE』収録曲。
4. 畢生皐月プロローグ
  - 作曲：TAKUYA∞

4thアルバム『AwakEVE』収録曲。
5. コロナ
  - 作曲：TAKUYA∞

4thアルバム『AwakEVE』収録曲。
6. アイ・アム Riri
  - 作曲：TAKUYA∞

4thアルバム『AwakEVE』収録曲。
7. 激動
  - 作曲：TAKUYA∞

両A面シングルとなる10thシングル「激動/Just break the limit!」。4thアルバム『AwakEVE』収録曲。
8. ハルジオン
  - 作曲：TAKUYA∞、彰

12thシングル「儚くも永久のカナシ」のカップリング曲。4thアルバム『AwakEVE』へは「ハルジオン (2nd-MIX)」として収録された。
9. 美影意志
  - 作曲：TAKUYA∞

4thアルバム『AwakEVE』収録曲。
10. 和音
  - 作曲：彰

4thアルバム『AwakEVE』収録曲。インスト曲。
11. 神集め
  - 作曲：TAKUYA∞

3rdアルバム『PROGLUTION』収録曲。この日の演奏はショートバーション。1番のサビが終わったところで、次曲「UNKNOWN ORCHESTRA」に繋がっている。
12. UNKNOWN ORCHESTRA
  - 作曲：TAKUYA∞

7thシングル「endscape」のカップリング曲。3rdアルバム『PROGLUTION』には「UNKNOWN ORCHESTRA (album ver.)」として収録された。
13. シャカビーチ〜Laka Laka La〜
  - 作曲：UVERworld

8thシングル。3rdアルバム『PROGLUTION』には「シャカビーチ〜Laka Laka La〜 (album ver.)」として収録された。「神集め」同様ショートバージョンでの演奏。
14. energy
  - 作曲：TAKUYA∞

9thシングル「浮世CROSSING」のカップリング曲。3rdアルバム『PROGLUTION』には「ENERGY (album ver.)」として収録された。
15. earthy world
  - 作曲：UVERworld、平出悟

4thアルバム『AwakEVE』収録曲。
16. DISCORD
  - 作曲：TAKUYA∞

2ndアルバム『BUGRIGHT』の収録曲。9thシングル「浮世CROSSING」のカップリング曲として「DISCORD〜your voices mix〜」として収録された。
17. YURA YURA
  - 作曲：TAKUYA∞、彰

4thアルバム『AwakEVE』収録曲。

09.05.04 YOKOHAMA BLITZ
全編曲：UVERworld、平出悟
1. Opening
  - 作曲：UVERworld

未発表の新SE。
2. UNKNOWN ORCHESTRA
  - 作曲：TAKUYA∞
3. Rush
  - 作詞：TAKUYA∞, Alice ice、作曲：TAKUYA∞

1stアルバム『Timeless』収録曲。
4. ゼロの答
  - 作詞：TAKUYA∞、作曲：彰

2ndアルバム『BUGRIGHT』収録曲。
5. Forget
  - 作詞：TAKUYA∞、作曲：UVERworld

4thアルバム『AwakEVE』収録曲。
6. 体温
  - 作詞・作曲：TAKUYA∞

12thシングル「儚くも永久のカナシ」のカップリング曲。
7. ai ta 心
  - 作詞・作曲：TAKUYA∞

1stシングル「D-tecnoLife」のカップリング曲。1stアルバム『Timeless』には「ai ta 心 (Album Version)」として収録された。
8. over the stoic
  - 作詞：TAKUYA∞、作曲：UVERworld

11thシングル「恋いしくて」のカップリング曲。
9. 激動
  - 作詞・作曲：TAKUYA∞

## 初回生産限定盤
CD
- DVD未収録を含むライブ音源（2009年4月5日の国立代々木競技場 <第一体育館>と、同年5月4日のYOKOHAMA BLITZでの音源）。
全作詞：TAKUYA∞, 編曲：UVERworld、平出悟

1. CHANCE!
  - 作曲：TAKUYA∞

2ndシングル。本作にはライブ映像未収録。
2. D-tecnoLife
  - 作曲：TAKUYA∞

1stシングル。本作にはライブ映像未収録。
3. ゼロの答
  - 作曲：彰

2ndアルバム『BUGRIGHT』の収録曲。YOKOHAMA BLITZで演奏された。
4. over the stoic
  - 作曲：UVERworld

11thシングル「恋いしくて」のカップリング曲。YOKOHAMA BLITZで演奏された。

## 当日ライブセットリスト
UVERworld AwakEVE Tour09
(2009/04/05 in 国立代々木競技場 <第一体育館>)
- DVD未収録音源は赤字で表記。

1. SE
2. 99/100騙しの哲
3. 儚くも永久のカナシ
4. CHANCE!
5. 畢生皐月プロローグ
6. コロナ
7. アイ・アム Riri
8. 激動
9. GROOVY GROOVY GROOVY
10. 〜流れ・空虚・THIS WORD〜
11. ハルジオン
12. over the stoic
13. 美影意志
14. 恋いしくて
15. 和音
16. Beat Box
17. D-tecnoLife
18. 神集め
19. -妙策号外ORCHESTRA-
20. UNKNOWN ORCHESTRA (album ver.)
21. シャカビーチ〜Laka Laka La〜
22. energy
23. earthy world
24. Roots
25. DISCORD
26. YURA YURA

アンコール
1. just Melody

UVERworld AwakEVE Tour09
(2009/05/04 in YOKOHAMA BLITZ)
※ 追加公演
1. 新SE
2. -妙策号外ORCHESTRA-
3. UNKNOWN ORCHESTRA
4. 儚くも永久のカナシ
5. Rush
6. GROOVY GROOVY GROOVY
7. ハルジオン
8. アイ・アム Riri
9. コロナ
10. ゼロの答
11. Forget
12. 体温
13. ai ta 心
14. over the stoic
15. 99/100騙しの哲
16. 畢生皐月プロローグ
17. 神集め
18. Nitro
19. Roots
20. 〜流れ・空虚・THIS WORD〜
21. 激動